# Ауэрсвальд, Хайнц
Хайнц Ауэрсвальд (нем. Heinz Auerswald; 26 июля 1908, Берлин — 5 декабря 1970, Дюссельдорф) — член НСДАП и СС, немецкий комиссар по делам евреев в оккупированной Варшаве.

## Биография
Юрист по образованию и профессии, доктор права. Служил в СС с июня 1933 по апрель 1937 года, дослужившись до звания унтершарфюрера. В 1937 году вступил в НСДАП и подал заявление добровольцем в вермахт, однако вместо этого был направлен на службу в полицию Берлина (округ Тиргартен). Осенью 1939 года вместе со своим батальоном был откомандирован в Варшаву. Вошёл в состав гражданской администрации, где первоначально занимался делами фольксдойчей, а с 15 мая 1941 по ноябрь 1942 года занимал должность комиссара по делам Варшавского гетто (Kommissar für den jüdischen Wohnbezirk).
По своей должность Ауэрсвальд отвечал за эффективное использование принудительного труда евреев, предотвращение эпидемий. Поначалу имел репутацию «доброго» администратора, однако со временем всё чаще стал применять репрессии, в частности, смертную казнь для евреев, схваченных за пределами стен гетто. Как свидетельствует дневник Адама Чернякова (руководителя варшавского юденрата), по крайней мере однажды Ауэрсвальд беседовал с ним по-дружески, что выходило за рамки нацистского отношения к евреям. Тем не менее, с началом депортации евреев в Треблинку Ауэрсвальд заверил Чернякова, что евреям гетто ничто не угрожает.
После того, как в июле-сентябре 1942 года в Треблинку было вывезено и уничтожено около 300 тыс. жителей гетто, в ноябре 1942 года Ауэрсвальд был назначен окружным администратором (Kreishauptmann) округа Острово. В январе 1943 года был призван в вермахт.
По окончании войны жил в ФРГ. В 1960-х годах находился под следствием, обвинение с него было снято без доведения дела до суда.